# 賈維斯號驅逐艦 (DD-38)
賈維斯號驅逐艦（舷號DD-38）是一艘隸屬於美國海軍的驅逐艦，為保爾丁級驅逐艦的17號艦。她是美軍第一艘以賈維斯為名的軍艦，以紀念美法准戰爭時期的海軍少尉詹姆士·賈維斯（James C. Jarvis）。
賈維斯號在1911年於紐約造船廠開始建造，在1912年下水服役。接著賈維斯號留在大西洋執勤，並在美國入侵韋拉克魯斯期間在外海戒備。美國參與第一次世界大戰後，賈維斯號被派往英國、愛爾蘭及法國海域，掩護協約國商船。戰後賈維斯號在1919年退役，並在1935年除籍，按倫敦海軍條約出售拆解。